# إلين ترافولتا
إلين ترافولتا (بالإنجليزية: Ellen Travolta)‏ هي ممثلة أمريكية، ولدت في 6 أكتوبر 1940 في الولايات المتحدة.

## أعمال

### أفلام
- (1978) غريس[5]
- (2006) قلوب وحيدة[6]

### مسلسلات
- أم

## وصلات خارجية
- إلين ترافولتا على موقع IMDb (الإنجليزية)
- إلين ترافولتا على موقع ألو سيني (الفرنسية)
- إلين ترافولتا على موقع أول موفي (الإنجليزية)
- إلين ترافولتا على موقع قاعدة بيانات الأفلام السويدية (السويدية)
- إلين ترافولتا على موقع إن إن دي بي (الإنجليزية)
- إلين ترافولتا على موقع ديسكوغز (الإنجليزية)
- إلين ترافولتا على موقع قاعدة بيانات الفيلم (الإنجليزية)
- إلين ترافولتا على موقع كينوبويسك (الروسية)